# Komputer wektorowy
Komputer wektorowy – zgodnie z taksonomią Flynna komputery wektorowe należą do grupy SIMD. Cechą wyróżniającą je w tej grupie jest to, że zawierają procesor wektorowy wykonujący w sposób potokowy rozkazy wektorowe. Polega to na powtarzaniu ciągu elementarnych operacji arytmetycznych na strumieniach danych tworzących wektor.
W skład komputera wektorowego wchodzą procesory:
- rozkazów – pobiera i wstępnie dekoduje rozkazy,
- skalarny – realizuje rozkazy skalarne,
- wektorowy – realizuje rozkazy wektorowe.